# Kumho Tires
Kumho Tires es un fabricante de neumáticos con sede en Gwangju, Corea del Sur. Pertenece al grupo Doublestar.

## Historia
El grupo Kumho Asiana tuvo dificultades para asegurar los neumáticos calificados para su empresa de transporte Gwangju. Por esta razón, decidió comenzar a fabricar sus propios neumáticos en 1960.
Kumho Tires inició su primer negocio en el exterior en Tailandia en 1965. 
En la década de 1970, se construyó la planta de Songjeong para superar las limitaciones de las instalaciones operadas manualmente. Kumho Tires inició colaboraciones oficialmente con el fabricante estadounidense Uniroyal. Por otra parte, incursionó en el desarrollo de neumáticos para aviones de combate por primera vez en Corea.
Kumho Tires adquirió la certificación de aprobación de General Motors para equipar los neumáticos fabricados en Corea para vehículos de exportación.
En 1974 creó el centro de desarrollo central y la planta de Gokseong en 1974.
En la década de 2000, Kumho estableció un centro de desarrollo en Akron, Estados Unidos, y otro en Birmingham, Reino Unido, respectivamente.
Desde 1990, se desarrolló la investigación sobre los neumáticos de carrera, los cuartos neumáticos en el mundo en funcionar sin aire, y los primeros neumáticos del mundo con 32’’ de ultra alto rendimiento (UHP).
Además, se construyó una fábrica en Nanjing, China. 
En la década de 2000, Kumho Tires ha establecido la primera instalación de fabricación APU de Corea en Pyeongtaek, así como un museo de la historia del neumático.
Hasta la década de 2020, Kumho Tires trabajaba como proveedor de equipo original de los siguientes fabricantes de automóviles: BMW, Chrysler, Daimler, Dodge, Fiat, General Motors, Hyundai, Kia, Mazda,  Renault, SsangYong y Volkswagen.

## Instalaciones
Kumho posee centros de desarrollo en Asia, Estados Unidos y Europa, y ocho fábricas.
| Instalación                      | Ubicación                             |
| -------------------------------- | ------------------------------------- |
| Sede Central y Planta de Gwangju | Gwangju, Corea del Sur                |
| Planta de Gooksung               | Ghollanam-do, Corea del Sur           |
| Planta de Pyungtaek              | Gyeonggi-do, Corea del Sur            |
| Planta de Namkyung 1             | Planta PCR, Nanjing, China            |
| Planta de Namkyung 2             | Planta TBR:, Ciudad de Nanjing, China |
| Planta de Tianjin                | Tianjin, China                        |
| Planta de Changchun              | Slicon Valley ST. Changchun, China    |
| Planta de Vietnam                | Provincia de Binh Duong, Vietnam      |